# Luxemburgische Squash-Meisterschaften
Die luxemburgischen Squash-Meisterschaften sind ein Wettbewerb zur Ermittlung des nationalen Meistertitels im Squash in Luxemburg. Ausrichter ist die Fédération de Squash Luxembourgeoise.
Seit 1980 werden die Meisterschaften bei den Herren und seit 1984 bei den Damen jährlich ausgetragen. Rekordhalter sind Marc Thrill bei den Herren mit 10 Titeln sowie Sandra Denis bei den Damen mit 22 Titeln.

## Luxemburgische Meister
Die Nummern in Klammern hinter den Namen geben die Anzahl der gewonnenen Meisterschaften wieder. Folgende Spieler konnten die Meisterschaft gewinnen:
| Jahr | Herren               | Damen                |
| ---- | -------------------- | -------------------- |
| 1980 | C. Irrthum           |                      |
| 1981 | C. Irrthum (2)       |                      |
| 1982 | C. Irrthum (3)       |                      |
| 1983 | C. Irrthum (4)       |                      |
| 1984 | C. Irrthum (5)       | D. Meyer             |
| 1985 | H. Wolter            | M. Cardoni           |
| 1986 | H. Wolter (2)        | N. Schmit            |
| 1987 | H. Wolter (3)        | M. Cardoni (2)       |
| 1988 | Fabrice Chinetti     | M. Cardoni (3)       |
| 1989 | H. Wolter (4)        | N. Schmit (2)        |
| 1990 | Fabrice Chinetti (2) | M. Cardoni (4)       |
| 1991 | Marc Thrill          | M. Cardoni (5)       |
| 1992 | Marc Thrill (2)      |                      |
| 1993 | Marc Thrill (3)      | E. Karges            |
| 1994 | Marc Thrill (4)      | Françoise Donven     |
| 1995 | Marc Thrill (5)      | Françoise Donven (2) |
| 1996 | Marc Thrill (6)      | Françoise Donven (3) |
| 1997 | Marc Thrill (7)      | Sandra Denis         |
| 1998 | Marc Thrill (8)      | Sandra Denis (2)     |
| 1999 | Marc Thrill (9)      | Sandra Denis (3)     |
| 2000 | Sanjay Raval         | Sandra Denis (4)     |
| 2001 | Neal Raval           | Sandra Denis (5)     |
| 2002 | Marc Thrill (10)     | Sandra Denis (6)     |
| 2003 |                      | Sandra Denis (7)     |
| 2004 | S. Arendt            | Sandra Denis (8)     |
| 2005 | Sanjay Raval (2)     | Sandra Denis (9)     |
| 2006 | Sanjay Raval (3)     | Sandra Denis (10)    |
| 2007 | Sanjay Raval (4)     | Sandra Denis (11)    |
| 2008 | Marcel Kramer        | Sandra Denis (12)    |
| 2009 | Marcel Kramer (2)    | Sandra Denis (13)    |
| 2010 | Sanjay Raval (5)     | Sandra Denis (14)    |
| 2011 | Sanjay Raval (6)     | Sandra Denis (15)    |
| 2012 | Marcel Kramer (3)    | Sandra Denis (16)    |
| 2013 | Daniel Hutchines     | Sandra Denis (17)    |
| 2014 | Daniel Hutchines (2) | Sandra Denis (18)    |
| 2015 | Daniel Hutchines (3) | Sandra Denis (19)    |
| 2016 | Daniel Hutchines (4) | Sandra Denis (20)    |
| 2017 | Mark Radley          | Françoise Donven (4) |
| 2018 | Mark Radley (2)      | Iulia Bucur          |
| 2019 | Mark Radley (3)      | Sandra Denis (21)    |
| 2020 | Mark Radley (4)      | Iulia Bucur (2)      |
| 2022 | Mark Radley (5)      | Eli Ruiz-Kaiser      |
| 2023 | Amir Samimi          | Chantelle Saayman    |
| 2024 | Mark Radley (6)      | Sandra Denis (22)    |
| 2025 | Amir Samimi (2)      | Enas Tawfik Mohamad  |